# 60-та Премія мистецтв Пексан
60-та Церемонія Премії мистецтв Пексан (кор. 제60회 백상예술대상) — відбулася в Сеулі (Зала D, COEX) 7 травня 2024 року. У Південній Кореї премія транслювалася на телеканалі jTBC, а глобально — у Prizm. Ведучими були Сін Тон Йоп, Пе Сюзі та Пак Бо Гом.

## Номінанти
Повний список номінантів та переможців. Переможці виділені жирним шрифтом та подвійним хрестиком ().

### Кіно
| Тесан (Велика нагорода) - «12:12: День» | |
| Найкращий фільм - «12:12: День» - «Павутина» - «Норян: Смертельне море» - «Бетонна утопія» - «Розкопування могил» | Найкраща режисерська робота - Чан Чехьон — «Розкопування могил» - Кім Сонсу — «12:12: День» - Кан Ханмін — «Норян: Смертельне море» - Рю Синван — «Контрабандисти» - Ом Тхехва — «Бетонна утопія»                                                              |
| Найкращий режисерський дебют - Лі Чонхон — «Дикий мешканець» - Кім Чханхун — «Безнадійний» - Пак Йонджу — «Своєрідна громадянка» - Джейсон Ю — «Сон» - Чо Хьончхоль — «Мрійливі пісні»                                                                                    | Найкраща чоловіча роль - Хван Чонмін — «12:12: День» як Чон Туґван - Кім Юнсок — «Норян: Смертельне море» як Лі Сунсін - Лі Бьон Хон — «Бетонна утопія» як Йонтхак - Чон Усон — «12:12: День» як Лі Тхесін - Чхве Мін Сік — «Розкопування могил» як Кім Сандок |
| Найкраща жіноча роль - Кім Коин — «Розкопування могил» як Хварім - Ла Мі Ран — «Своєрідна громадянка» як Кім Токхі - Йом Чон'а — «Контрабандисти» як Ом Чінсук - Лі Хані — «Вбивча романтика» як Хван Йоре - Чон Ю Мі — «Сон» як Суджін                                   | Найкраща чоловіча роль другого плану - Кім Чонсу — «Контрабандисти» як Лі Чанчхун - Пак Кинхьон — «Пікнік» як Чон Тхехо - Пак Чонмін — «Контрабандисти» як Чан Торі - Сон Чжун Кі — «Безнадійний» як Чхіґон - Ю Хеджін — «Розкопування могил» як Йонґин        |
| Найкраща жіноча роль другого плану - Лі Санхі — «Мене звати Ро Кі Ван» як Сонджу - Кім Соньон — «Бетонна утопія» як Киме - Йом Чон'а — «Алієноїд: Повернення в майбутнє» як Хиксоль - Йом Хєран — «Своєрідна громадянка» як Понрім - Крістал Чон — «Павутина» як Хан Юрім | Найкращий акторський дебют (чоловіки) - Лі До Хьон — «Розкопування могил» як Понґіль - Кім Сонхо — «Дворянин» як Дворянин - Кім Йонсон — «Великий сон» як Кійон - Чу Чонхьок — «Залізна маска» як Кім Чеу - Хон Сабін — «Безнадійний» як Йонґю                 |
| Найкращий акторський дебют (жінки) - Бібі — «Безнадійний» як Хаян - Ко Мінсі — «Контрабандисти» як Ко Окпун - Мун Син'а — «Пагорб таємниць» як Мьон'ин - О Урі — «Вітання пеклу» як Намі - Лім Сону — «Пані Апокаліпсис» як Юджін                                         | Найкращий сценарій - Джейсон Ю — «Сон» - Пак Чон'є — «Вбивча романтика» - Лі Чіин — «Пагорб таємниць» - Чан Чехьон — «Розкопування могил» - Хон Інпхьо, Хон Вончхан, Лі Йонджон, Кім Сонсу — «12:12: День»                                                     |
| Технічна нагорода - Кім Пьон'ін (музика) — «Розкопування могил» - Лі Моґе (операторська робота) — «12:12: День» - Чон Іджін (робота артдиректора) — «Павутина» - Чін Чонхьон (візуальні ефекти) — «Місяць» - Хван Хоґьон (макіяж спеціальних ефектів) — «12:12: День»     | Нагорода за вплив від Gucci - «Мрійливі пісні» - «Теплиця» - «Пагорб таємниць» - «Пані Апокаліпсис» - «Своєрідна громадянка» |

### Телебачення
| Тесан (Велика нагорода) - «Переїзд» (Disney+) | |
| Найкращий серіал - «Закохані» (MBC) - «Чудова погана мати» (JTBC) - «Переїзд» (Disney+) - «Злий дух» (SBS) - «Щоденна доза сонця» (Netflix) | Найкраща режисерська робота - Хан Тон'ук — «Найгірший серед лихих» - Пак Індже — «Переїзд» - Лі Мьон'у — «Юність» - Лі Чханхі — «Убивчий парадокс» - Чон Чіхьон — «Брехня захована в моєму саду»                                                                                             |
| Найкраща розважальна програма - «Випадкова подорож 2» (MBC) - «Я — соло» (SBS Plus, ENA) - «Спільнота» (Wavve) - «Найсильніша бейсбольна команда» (JTBC) - «Пхінґєґо» (DdeunDdeun)                                                                                              | Найкраща освітня програма - «Японська особа Одзава» (KBS) - «Кити та я» (SBS) - «Планування популяції: Дуже низький рівень народжуваності» (EBS) - «Не існує сталої землі» (KBS) - «1980, Лошон та Шавель» (KBS)                                                                             |
| Найкраща чоловіча роль - Нам Кун Мін — «Закохані» як Лі Чанхьон - Кім Су Хьон — «Королева сліз» як Пек Хюнву - Рю Синньон — «Переїзд» як Чан Чувон - Ю Йонсок — «День сильного невезіння» як Ким Хьоксу - Ім Сі Ван — «Юність» як Чан Пьонтхе                                   | Найкраща жіноча роль - Лі Хані — «Лицарська квітка» як Чо Йохва - Ла Мі Ран — «Чудова погана мати» як Чін Йонсун - Ан Инджін — «Закохані» як Ю Кільчхе - Ом Чонхва — «Лікарка Чха» як Чха Чонсук - Лім Чійон — «Брехня захована в моєму саду» як Чху Сан'ин                                  |
| Найкраща чоловіча роль другого плану - Ан Чехон — «Дівчина в масці» як Чу Онам - Рю Кьонсу — «Заповідане» як Кім Йонхо - Лі Іґьон — «Вийди заміж за мого чоловіка» як Пак Мін Хван - Лі Хіджун — «Убивчий парадокс» як Сон Чхон - Чі Синхьон — «Корьо-киданська війна» як Ян Кю | Найкраща жіноча роль другого плану - Йом Хєран — «Дівчина в масці» як Кім Кьонджа - Кан Мальґим — «Чудова погана мати» як Чін Йонсун - Сін Тонмі — «Вітаємо в Самдалрі» як Чо Чін Даль - Лі Чон Ин — «День сильного невезіння» як Хван Сунґю - Чу Мін Ґьон — «На відстані дотику» як Пе Окхі |
| Найкращий акторський дебют (чоловіки) - Лі Чонха — «Переїзд» як Кім Понсок - Кім Йохан — «Убивчий парадокс» як Ро Бін - Лі Сіу — «Юність» як Чон Кьонтхе - Лі Сінґі — «Найгірший серед лихих» як Со Чонньоль - Лі Чонвон — «Лицарська квітка» як Пак Сухо                       | Найкращий акторський дебют (жінки) - Чон Юна — «День викрадення» як Чхве Рохі - Ко Юн Джон — «Переїзд» як Чан Хісу - Бібі — «Найгірший серед лихих» як Лі Херьон - Лі Ідам — «Щоденна доза сонця» як Мін Дилле - Лі Ханбьоль — «Дівчина в масці» як Кім Момі                                 |
| Найкращий учасник розважальної програми - На Йонсок - Кіан84 - Ю Чесок - Calm Down Man - Тхак Чехун | Найкраща учасниця розважальної програми - Хон Чінґьон - Кім Сук - Ан Юджін - Лі Суджі - Чан Тойон |
| Найкращий сценарій - Кан Пхуль — «Переїзд» - Кім Инхі — «Злий дух» - Пе Сейон — «Чудова погана мати» - Лі Намґю, О Похьон, Кім Тахі — «Щоденна доза сонця» - Лім Техьон, Чон Коун — «ВВБС»                                                                                      | Технічна нагорода - Кім Тонсік, Ім Ванхо (операторська робота) — «Кити та я» - Ян Хосам, Пак Чівон (робота артдиректора) — «Злий дух» - Лі Соккин (дизайн костюмів) — «Корьо-киданська війна» - Лі Сонґю (візуальні ефекти) — «Переїзд» - Ха Чіхі (робота артдиректора) — «Битва за шлюб»    |

### Театр
| П'єса Пексан - Міін (театр) — «Сину (Підзаголовок: Міок Еліс Хьон)» - «Чекаючи на Ґодо» (п'єса) (Park Company) - Кім Пхунньон (режисер) — «Мистецтво війни, „Чоль“» - Сансую (театр) — «Ліс» - «Вартість проживання» (п'єса) (Театр Чхонньондан)                       | |
| Найкраща коротка п'єса - Лі Чхольхі — «Новий рух старих традицій — Мен» - Новий світ (театр) — «Нерухомість супермена» - Сін Чінхо (режисер) — «Коли на Місяці сталася катастрофа» - Yangson Project (театр) — «Широкорот східний» - Лі Теун (режисер) — «Два веронці» | Нагорода за акторську гру - Кан Хеджін — «Сину (Підзаголовок: Міок Еліс Хьон)» - Кім Йонджун — «Вартість проживання» - Кім Инсок — «Новий рух старих традицій — Мен» - Лі Місук — «Мистецтво війни, „Чоль“» - Лі Джіхє — «Чи зможете ви її пробачити?» |

### Особливі нагороди
| Нагороди                                      | Отримувач   |
| --------------------------------------------- | ----------- |
| Нагорода за популярність (чоловіки) від Prizm | Кім Су Хьон |
| Нагорода за популярність (жінки) від Prizm    | Ан Юджін    |